# Ergersheim (Duitsland)
Ergersheim is een gemeente in de Duitse deelstaat Beieren, gelegen in het Landkreis Neustadt an der Aisch-Bad Windsheim. De stad telt 1.028 inwoners.

## Plaatsen in de gemeente Ergersheim
- Ergersheim
- Ermetzhofen
- Kellermühle
- Neuherberg
- Obermühle
- Seenheim

## Zustergemeente
- Ergersheim (Frankrijk)

Bad Windsheim ·
Baudenbach ·
Burgbernheim ·
Burghaslach ·
Dachsbach ·
Diespeck ·
Dietersheim ·
Emskirchen ·
Ergersheim ·
Gallmersgarten ·
Gerhardshofen ·
Gollhofen ·
Gutenstetten ·
Hagenbüchach ·
Hemmersheim ·
Illesheim ·
Ippesheim ·
Ipsheim ·
Langenfeld ·
Marktbergel ·
Markt Bibart ·
Markt Erlbach ·
Markt Nordheim ·
Markt Taschendorf ·
Münchsteinach ·
Neuhof a.d.Zenn ·
Neustadt a.d.Aisch ·
Oberickelsheim ·
Obernzenn ·
Oberscheinfeld ·
Scheinfeld ·
Simmershofen ·
Sugenheim ·
Trautskirchen ·
Uehlfeld ·
Uffenheim ·
Weigenheim ·
Wilhelmsdorf